# آئروفن

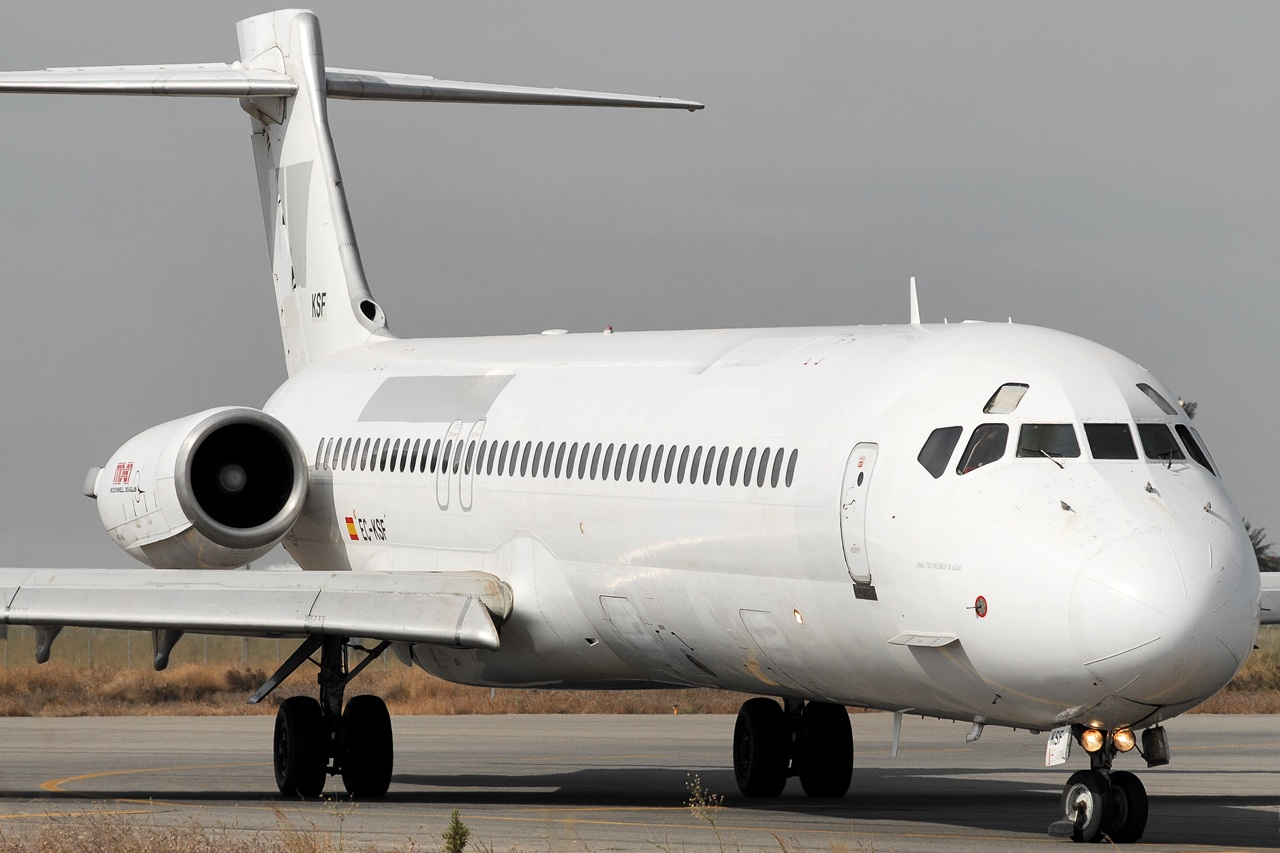

آئروفن (به انگلیسی: Aerofan) یک شرکت هواپیمایی است. دفتر مرکزی آئروفن در مادرید، اسپانیا واقع شده‌است و قطب این شرکت هواپیمایی در فرودگاه کواترو وینتوس قرار دارد.